# Yogi Bear's All Star Comedy Christmas Caper
Yogi Bear's All Star Comedy Christmas Caper (Brasil: O Natal da Turma do Zé Colmeia ) é um especial de televisão de natal, produzido pela Hanna-Barbera Productions de 1982. Escrito por Mark Evanier e dirigido por Stephen G. Lumley. Neste especial, além de Zé Colméia, apareciam diversos outros personagens da HB como Magilla Gorila, Fred Flintstone, Doggie Daddy, Yakky Doodle, entre outros, desempenhando papéis variados.

## Enredo
Zé Colméia escapa do Parque Jellystone e se disfarça de Papai Noel em uma loja, ao longo do caminho, ele ajuda uma menina chamada Judy Jones a redescobrir o espírito do Natal, quando seu pai J. Wellington Jones está ocupado demais para ela. Enquanto isso Dom Pixote, Bibo Pai e Bob Filho, Pepe Legal, Guarda Smith, Leão da Montanha e outros amigos do Zé Colméia estão a sua procura.

## Elencos de Dublagem
- Nos EUA 
  - Mel Blanc: Barney Rubble
  - Daws Butler: Zé Colméia, Bóbi Filho, Joca, Dom Pixote, Pepe Legal, Leão da Montanha, Snooper, Wally Gator
  - Don Messick: Catatau, Guarda Smith
  - Allan Melvin: Magilla Gorila
  - Henry Corden: Fred Flintstone
  - Georgi Irene: Judy Jones
  - Hal Smith: J. Wellington Jones
  - John Stephenson: Bibo Pai
  - Jimmy Weldon: Patinho Duque

- No Brasil 
  - Élcio Sodré: Zé Colmeia

## VHS/DVD
Yogi Bear's All Star Comedy Christmas Caper foi lançado em VHS nos Estados Unidos, no dia 26 de setembro de 1995 (26/09/1995) . Uma versão em DVD do especial da Warner Home Video está para ser lançamento em 12 de dezembro. 

## Ligações Externas
- Yogi Bear's All Star Comedy Christmas Caper. no IMDb.
- Yogi Bear's All Star Comedy Christmas Caper
- Toonarific – Yogi Bear's All Star Comedy Christmas Caper at Toonarific